# نفیسه فیاض‌بخش
نفیسه فیاض‌بخش (زادهٔ ۱۳۴۳ در تهران) نمایندهٔ حوزهٔ انتخابیهٔ تهران، ری، شمیرانات و اسلامشهر در دورهٔ هفتم مجلس شورای اسلامی بوده‌است. وی پیش‌تر در دورهٔ پنجم نیز عضو این مجلس بود. فیاض بخش همچنین مشاور سابق ریاست دانشگاه آزاد اسلامی در امور زنان و خانواده بود.